# Johnny Acea
John „Johnny“ Adriano Acea (* 11. Oktober 1917 in Philadelphia, Pennsylvania; † 25. Juli 1963 in Philadelphia, Pennsylvania) war ein amerikanischer Jazzpianist.
Acea entstammte einer kubanischen Familie, die sich um 1910 in Philadelphia niedergelassen hatte. Er spielte zunächst Trompete und war Ende der 30er als freischaffender Musiker tätig, u. a. bei Sammy Price; dann wechselte er zum Tenorsaxophon und spielte bei Doc Bagley. Anfang der 1940er Jahre ging er nach New York. Mitte der 1940er Jahre wechselte er zum Klavier und spielte in verschiedenen Gruppen. 1947/48 spielte er bei Eddie „Lockjaw“ Davis, mit dem er in Minton’s Playhouse auftrat; 1950 gehörte er der Dizzy Gillespie Big Band an. In den frühen 1950er Jahren begleitete er James Moody, Illinois Jacquet, Dinah Washington und Cootie Williams; 1954 folgte er Jacquet auf eine Europa-Tournee. Als Studiomusiker wirkte Acea bei Plattenaufnahmen von Musikern wie Dizzy Gillespie, James Moody, Illinois Jacquet, Al Sears, Joe Newman, Eddie Jefferson und Grant Green mit.
Laut Feather/Gitler starb er in den späten 1980er Jahren.

## Lexikalische Einträge
- Carlo Bohländer, Karl Heinz Holler: Reclams Jazzführer (= Reclams Universalbibliothek. Nr. 10185). 2., revidierte und erweiterte Auflage. Reclam, Stuttgart 1977, ISBN 3-15-010185-9.
- Leonard Feather, Ira Gitler: The Biographical Encyclopedia of Jazz. Oxford University Press, New York 1999, ISBN 0-19-532000-X.